# Gomide
Gomide is een plaats (freguesia) in de Portugese gemeente Vila Verde en telt 253 inwoners (2001).